# Muret-et-Crouttes
 Muret-et-Crouttes  là một xã ở tỉnh Aisne, vùng Hauts-de-France thuộc miền bắc nước Pháp.